# Alžběta Jesenská
Alžběta Jesenská rozená Guttmannová (29. února 1904 Bodzasujlak, Halič – 24. října 1942 koncentrační tábor Mauthausen) byla odborná zubní lékařka, která se za protektorátu zapojila spolu se svým manželem Janem Jesenským do řad podporovatelů parašutistů výsadku Anthropoid.

## Život
Alžběta Guttmannová se narodila 29. února 1904 v Bodzasuljaku v Haliči do lékařské rodiny. Jejím otcem byl Josef Guttmann a její matkou byla Anna Guttmannová rozená Moskovičová. Po lékařských studiích se Alžběta stala zubní lékařkou. Toto povolání nikdy neopustila a věnovala se mu až do konce svého života. Kolem roku 1930, ve věku 26 let se v Praze seznámila se stomatologem MUDr. Janem Jesenským. Vdala se za něj 30. října 1930 v Praze na Smíchově a přijala jeho příjmení Jesenská. Dva týdny po svatbě se novomanželé Jesenští přestěhovali do bytu v rohovém činžovním domě na adrese Skořepka 255/2 (německy: Schalengasse; Skořepka 355/2, 110 00 Praha 1 - Staré Město, Česko). Dům měl ještě jeden vchod z ulice Na Perštýně číslo 14 (Na Perštýně 355/14, 110 00 Praha 1 - Staré Město, Česko) a v této části domu provozovali Jesenští svoji soukromou zubní ordinaci. Alžběta pracovala na stejné zubní klinice jako její manžel MUDr. Jan Jesenský.

### Jan Jesenský
Jan Jesenský (* 5. března 1904) byl bratranec novinářky, spisovatelky a překladatelky Mileny Jesenské a pokrevně vzdálený příbuzný Jana Jesenia, jednoho ze 27 českých pánů popravených (21. června 1621) na Staroměstském náměstí po Bitvě na Bílé hoře. Jan vystudoval lékařskou fakultu Univerzity Karlovy a od roku 1929 pracoval na zubní klinice profesora Jiráska jako asistent a později jako vedoucí oddělení zubní protetiky.
Janův mladší bratr Jiří Jesenský (* 27. září 1905) byl také absolventem lékařské fakulty Univerzity Karlovy v Praze a po skončení studia si zřídil soukromou zubní ordinaci na Palackého nábřeží číslo 20. V roce 1928 byl uváděn jako zubní technik na Zubní klinice Univerzity Karlovy, kde pracoval v protetické laboratoři vedené jeho bratrem Janem. Jiří byl ženat s Žofií Jesenskou, rozenou Vojtovou (* 21. dubna 1903 v Brně). Žofie byla vystudovaná doktorka medicíny a zastávala profesi zubní asistentky.

## Odbojové aktivity
MUDr. Jiří Jesenský se po příchodu parašutistů ze skupiny Anthropoid do Prahy v lednu 1942 zapojil do vzniklé sítě jejich podporovatelů. Prostřednictvím dobrovolné sestry Československého červeného kříže Anežky Zajíčkové se v dubnu 1942 Jiří seznámil s Jozefem Gabčíkem a Josefem Valčíkem. Jiří vlastnil osobní auto a vozíval parašutisty po Praze a okolí. Několikrát je zavezl například do Štěchovic a Jílového. Podporoval je i poté, co se ukrývali v kryptě chrámu svatého Cyrila a Metoděje v Resslově ulici v Praze.
Svého bratra Jana Jesenského i jeho manželku Alžbětu Jesenskou postupně Jiří zapojil do aktivní podpory parašutistů. Svoje časté návštěvy oba bratři Jesenští kamuflovali tak, že Jiří s sebou nosil otisky zubních protéz, aby mohl v případě potřeby zdůvodnit účel setkávání naléhavou protetickou konzultací. Alžběta s manželem Janem poskytovali parašutistům jídlo, peníze, ošacení, věci denní potřeby, léky a lékařskou pomoc. Pomoc parašutistům poskytovali již před atentátem na R. Heydricha tak i po něm, když se parašutisté ukrývali v kostele svatých Cyrila a Metoděje v Praze v Resslově ulici.

## Zatčení, výslechy, věznění, ...
Po zradě Karla Čurdy (16. června 1942) z výsadku Out Distance proběhl boj v úkrytu parašutistů v Resslově ulici (18. června 1942) a následně se rozběhla mohutná zatýkací akce gestapa v řadách podporovatelů parašutistů, mezi něž Jesenští také patřili.
Jiří Jesenský byl zatčen gestapem ve své ordinaci v pondělí 22. června 1942, jeho manželka Žofie Jesenská pak večer téhož dne. Jan Jesenský byl zatčen gestapem 23. (resp. 24.) června 1942 a jeho manželka Alžběta Jesenská asi o týden později (1. července 1942). Po výsleších následovalo zadržení ve vazební věznici gestapa v Praze na Karlově náměstí a v srpnu 1942 přesun do věznice gestapa v Malé pevnosti v Terezíně. Dne 29. září 1942 byla Alžběta Jesenská odsouzena stanným soudem v Praze v nepřítomnosti k trestu smrti. Do koncentračního tábora Mauthausen byla z Malé pevnosti Terezín deportována 22. října 1942, dne 23. října 1942 tam byla evidována.
V koncentračním táboře Mauthausen byli všichni členové obou rodin Jesenských zavražděni střelou z malorážní pistole do týla v sobotu 24. října 1942 ve skupině 262 československých vlastenců, kteří byli ten den (v čase od 8.30 do 17.42 hodin) zbaveni života stejným způsobem. Exekuce se konala v odstřelovacím koutě (německy: Genickschussecke) přikrytém černou látkou a maskovaném jako „osobní výškoměr“, který se nacházel v mauthusenském bunkru:
- MUDr. Alžběta Jesenská Guttmannová v 10.28 hodin.[2][1][4]
- Její manžel MUDr. Jan Jesenský v 17:42 hodin.[6][4]
- MUDr. Jiří Jesenský v 16:08.[6][4]
- Jeho žena Žofie Jesenská (terezínské vězeňské číslo 20097)[4] v 10:12 hodin.[6]

## Připomínky
- Po druhé světové válce byl soukromý docent MUDr. Jan Jesenský dne 2. června 1948[12] jmenován (in memoriam) prezidentem republiky dr. Edvardem Benešem mimořádným čestným (nehonorovaným) univerzitním profesorem pro obor zubní lékařství.[13][6][4]

- MUDr. Alžbeta Jesenská Guttmannová má svůj symbolický hrob na židovském hřbitově (pod číslem 519) ve slovenském Humenném.[p. 2]

- Její jméno (Jesenská Alžběta MUDr. *29.2.1904) i jméno jejího manžela (Jesenský Jan MUDr. doc. *5.3.1904) jsou uvedena na pomníku při pravoslavném chrámu svatého Cyrila a Metoděje (adresa: Praha 2, Resslova 9a). Pomník byl odhalen 26. ledna 2011 a je součástí Národního památníku obětí heydrichiády.[7][16][17]

- V sobotu dne 19. října 2019 byla na domě v centru Prahy na Starém Městě na adrese: Skořepka 355/2[13] odhalena pamětní deska (plaketa) připomínající účastníky protinacistického odboje doc. MUDr. Jana Jesenského a jeho manželku MUDr. Alžbětu Jesenskou.[18][19] Odhalení desky uspořádala „Iniciativa A“ ve spolupráci s Československou obcí legionářskou a s Rotou Nazdar.[18] Na pamětní desce je nápis: „V tomto domě žili obětaví členové odboje / MUDr. Alžběta JESENSKÁ / a / doc. MUDr. Jan JESENSKÝ // Spolupracovníci operace ANTHROPOID a dalších výsadků / byli zavraždění 24. 10. 1942 v KT Mauthausen“[13][6][19]

- V roce 2020 Česká stomatologická komora adoptovala (v rámci akce Adopce významných hrobů) symbolický hrob (kenotaf) rodiny Jesenských na Olšanských hřbitovech v Praze (Část IX., oddělení 3a, číslo hrobu 247).[20][21]

## Galerie

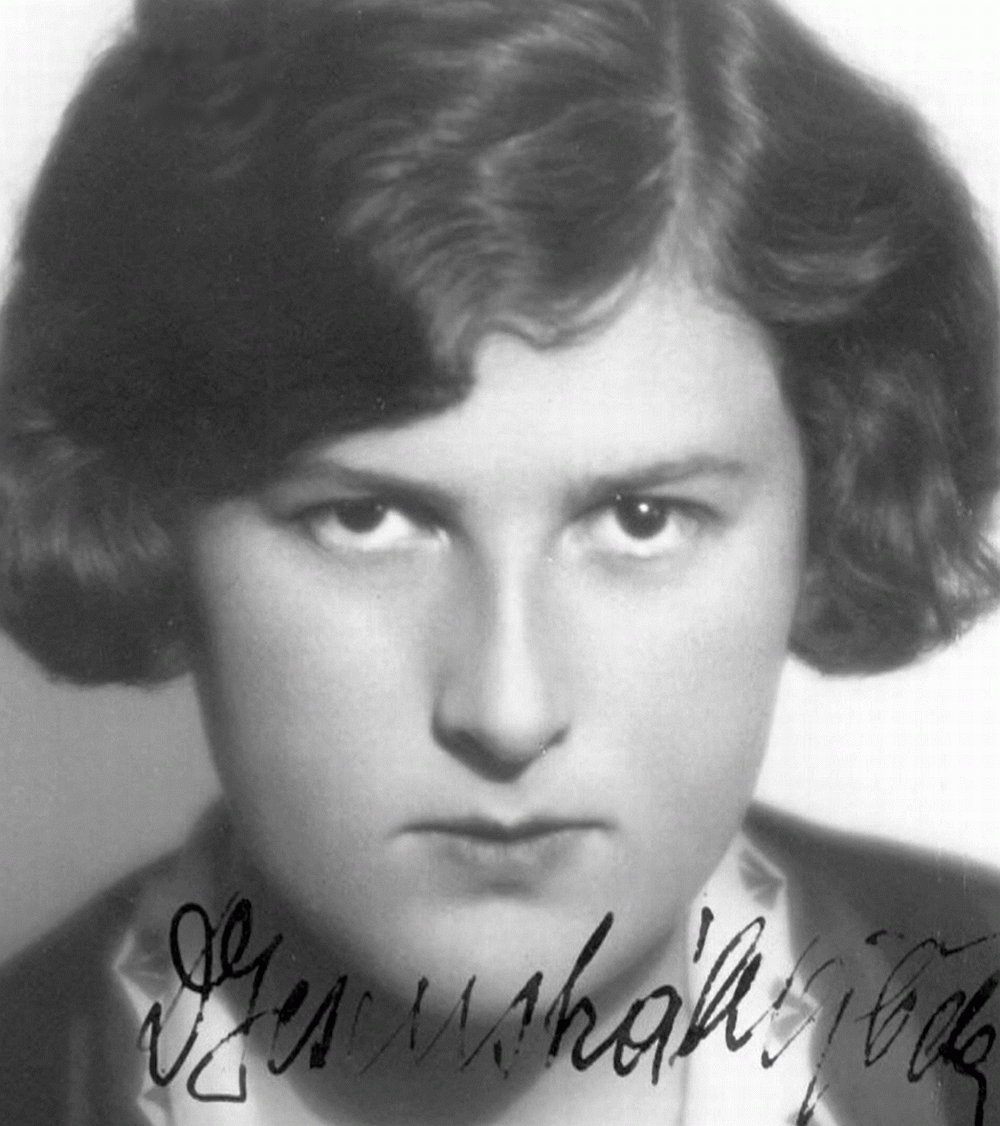
Alžběta Jesenská
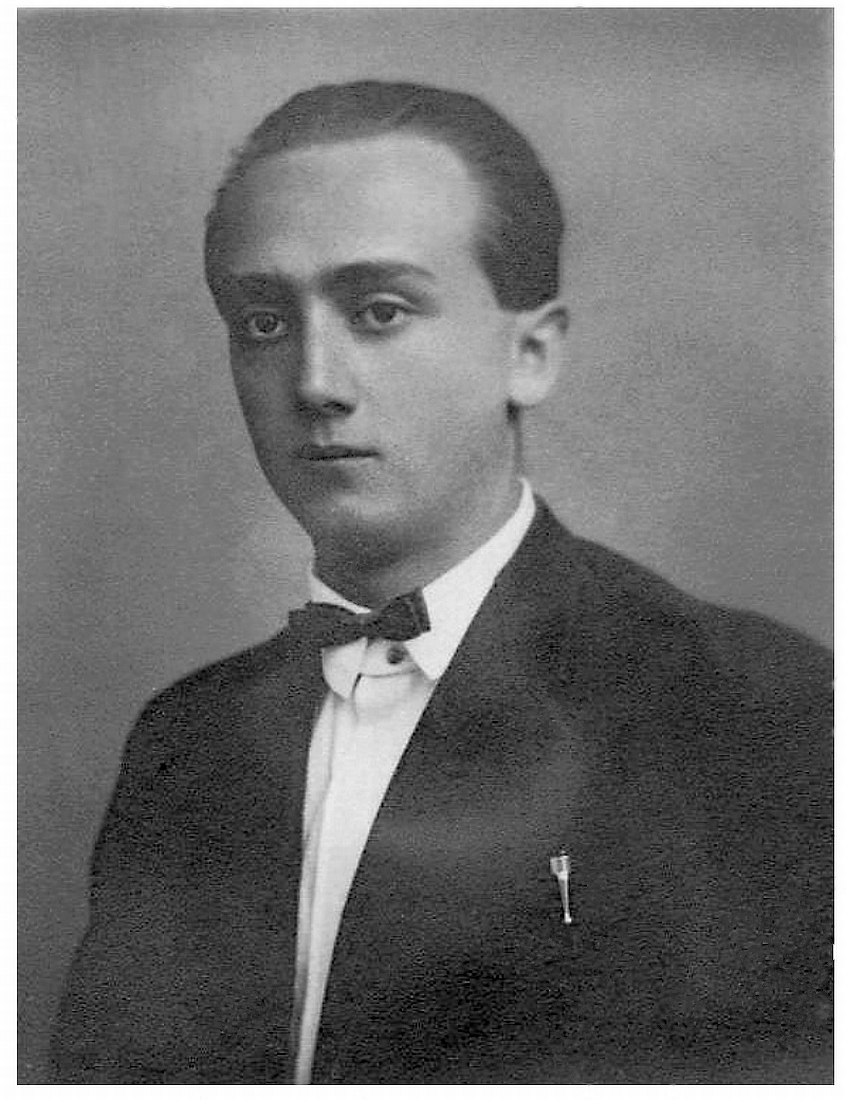
Její manžel Jan Jesenský
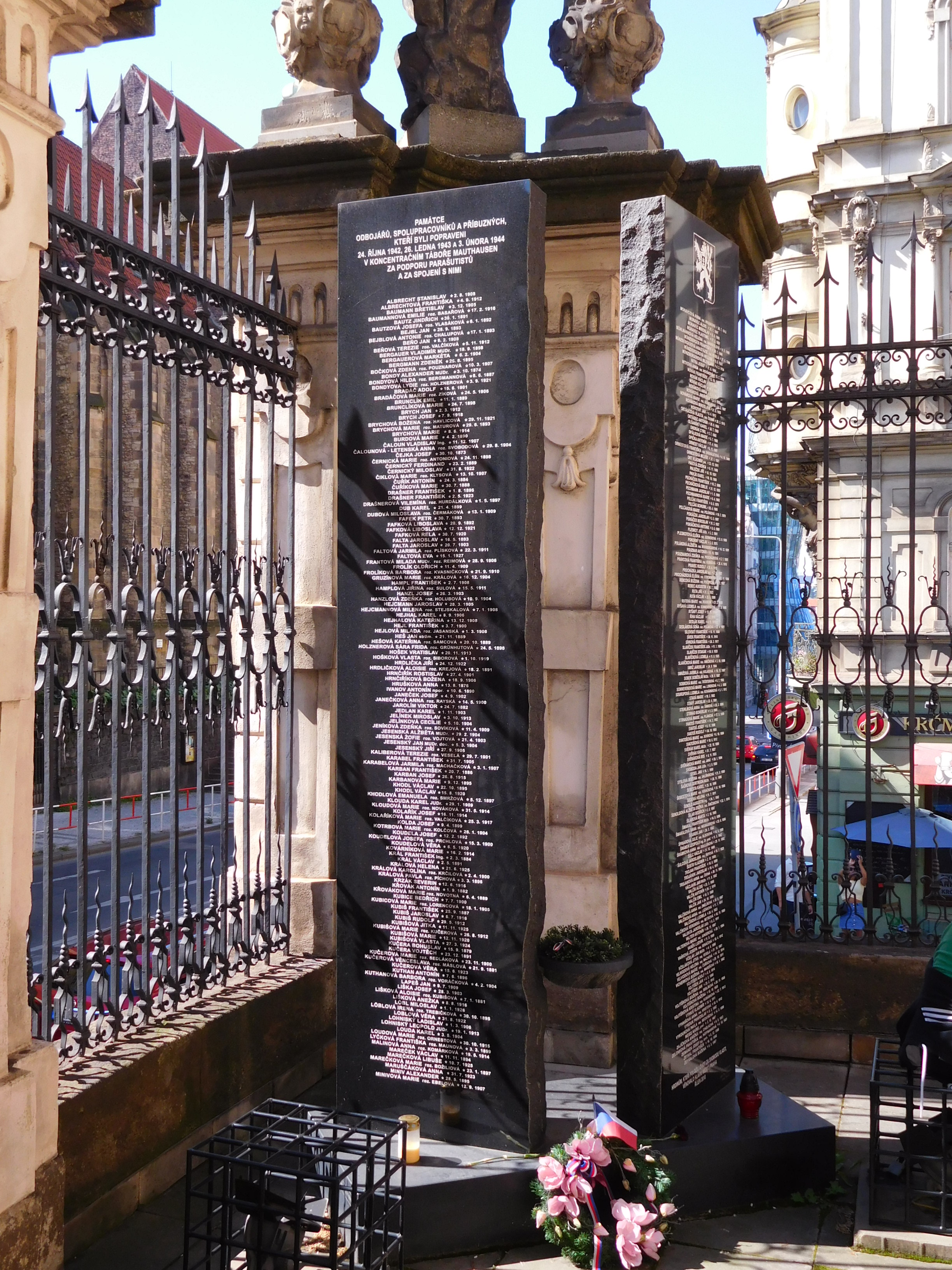
Pomník odbojářům popraveným a umučeným v souvislostí s operací Anthropoid (Resslova ulice)
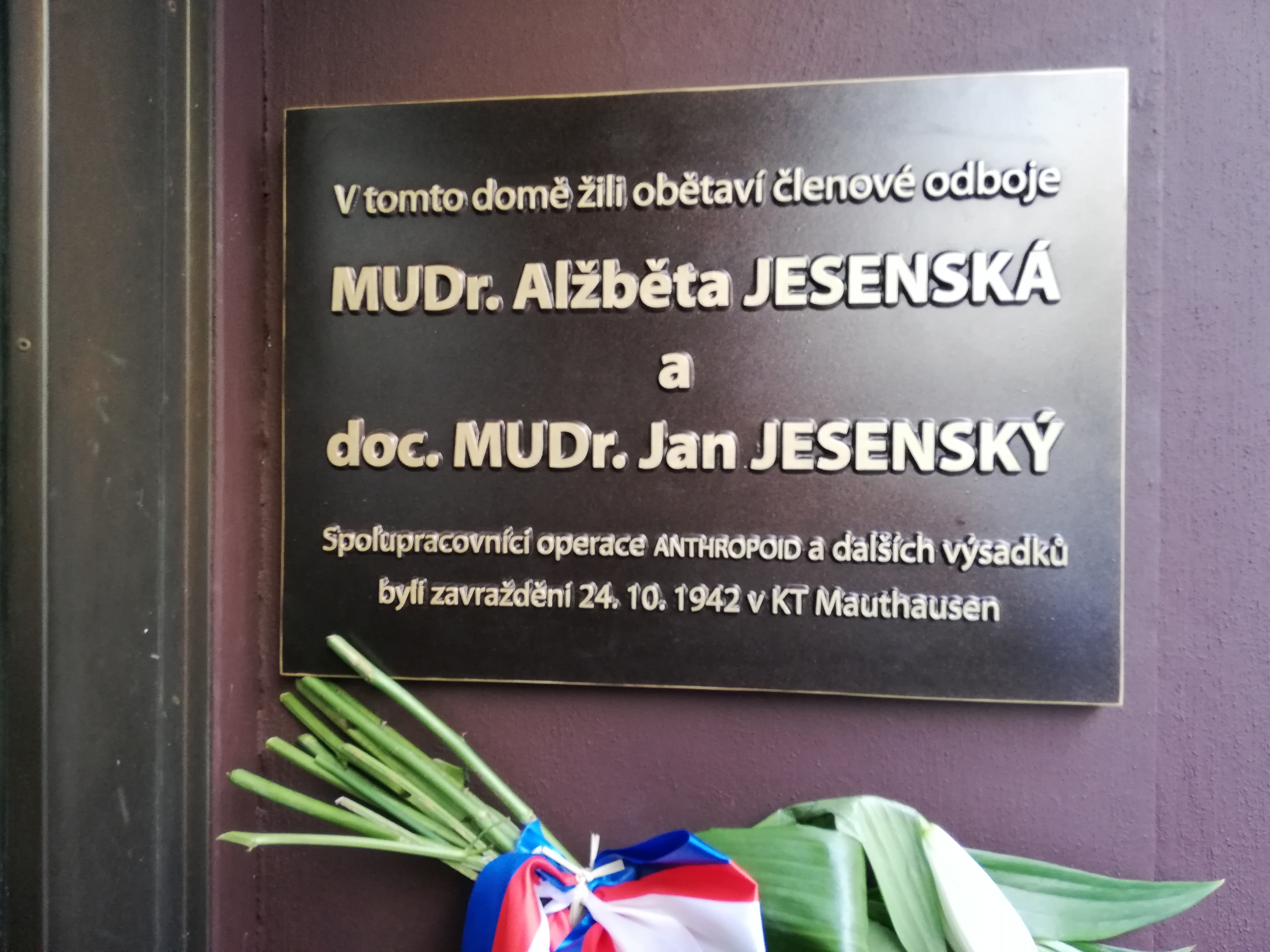
Pamětní deska připomínající Jana a Alžbětu Jesenských (ulice Skořepka, Praha)
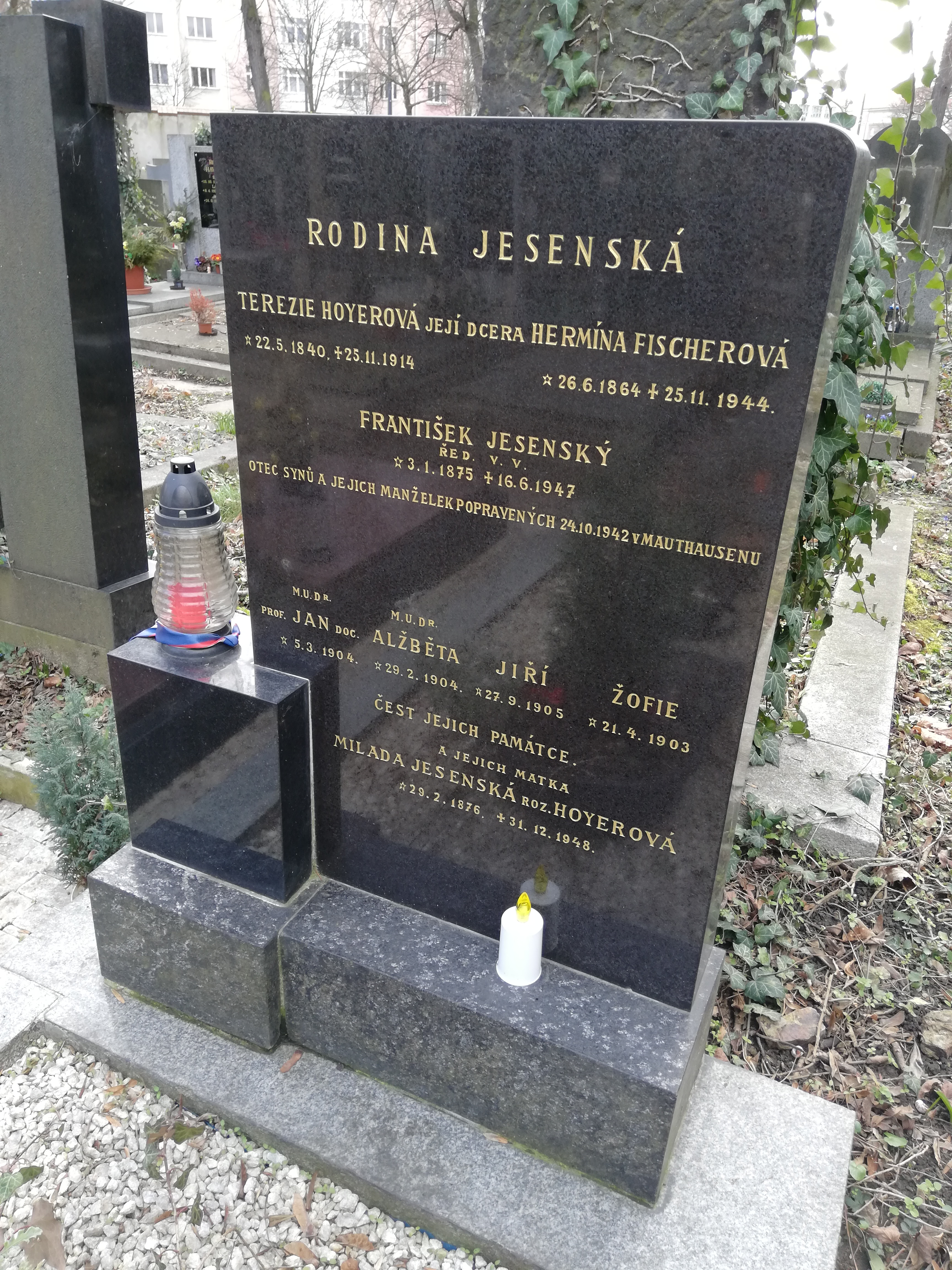
Symbolický hrob (kenotaf) rodiny Jesenských na Olšanských hřbitovech v Praze